# بازاریابی انبوه
بازاریابی انبوه (به انگلیسی: Mass marketing)یک استراتژی بازاریابی است که در آن یک شرکت تصمیم می‌گیرد تفاوت بخش‌های بازار را نادیده بگیرد و کل بازار را با یک استراتژی جلو ببرد، از ایده پخش پیامی که به بیشترین تعداد افراد ممکن برسد پشتیبانی می‌کند. به‌طور سنتی، بازاریابی انبوه بر رادیو، تلویزیون و روزنامه‌ها متمرکز بوده‌است، همان‌طور که رسانه‌ها برای دسترسی به این مخاطبان گسترده استفاده می‌کردند. با رسیدن به بیشترین مخاطب ممکن، قرار گرفتن در معرض محصول حداکثر می‌شود و از لحاظ تئوری این امر مستقیماً با تعداد بیشتری از فروش یا خرید محصول مرتبط است.
بازاریابی انبوه برعکس بازاریابی گوشه ای است، زیرا بر فروش بالا و قیمت پایین تمرکز دارد و هدف آن ارائه محصولات و خدماتی است که برای کل بازار جذاب باشد. بازاریابی گوشه ای بخش خاصی از بازار را هدف قرار می‌دهد. به عنوان مثال، خدمات یا کالاهای تخصصی با تعداد کمی یا بدون رقیب.

## تاریخچه
بازاریابی انبوه یا بازاریابی بدون تمایز ریشه در دهه ۱۹۲۰ با شروع استفاده از رادیو دارد. رادیو به شرکت‌ها این فرصت را داد تا از طیف گسترده‌ای از مشتریان بالقوه استفاده کنند. به همین دلیل، بازاریابی گسترده باید تغییر کند تا بتواند مخاطبان زیادی را با نیازهای مختلف ترغیب کند تا کالای یکسانی بخرند. این نوع بازاریابی در طول سالها به یک صنعت چند میلیارد دلاری در سراسر جهان تبدیل شده‌است. اگرچه در رکود بزرگ فروکش کرد، اما محبوبیت خود را دوباره به دست آورد و در دهه‌های ۴۰ و ۵۰ همچنان گسترش یافت. این روند در جریان جنبش‌های ضدسرمایه‌داری دهه‌های ۶۰ و ۷۰ پیش از بازگشت قوی تر از قبل در دهه‌های ۸۰، ۹۰ و امروز کاهش یافت. ا در بیشتر قرن بیستم، شرکتهای عمده محصولات مصرفی بازاریابی انبوه-تولید انبوه، توزیع انبوه و تبلیغات گسترده در مورد یک محصول را تقریباً به همان شیوه برای همه مصرف‌کنندگان انجام می‌دادند. بازاریابی انبوه بزرگترین بازار بالقوه را ایجاد می‌کند که منجر به کاهش هزینه‌ها می‌شود. بازاریابی کلی نیز نامیده می‌شود.
در طول سالها فعالیتهای بازاریابی به‌طور قابل توجهی از اشکال سنتی مانند تبلیغات تلویزیونی، رادیویی و چاپی به اشکال دیجیتالی تبدیل شده‌است، مانند استفاده از بسترهای رسانه ای آنلاین برای دسترسی به مصرف‌کنندگان مختلف. هوانگ، سه ویژگی اصلی بازاریابی دیجیتال را توضیح می‌دهد. یکی از آنها «قدرت نفوذی» است که توانایی دسترسی به حلقه وسیع تری از مشتریان در بازار را دارد که به سهولت ارتباطات آنلاین معتبر است. بازاریابی دیجیتالی به بازاریاب اجازه می‌دهد تا به شیوه ای کارآمدتر و مقرون به صرفه به مخاطبان در مقیاس بزرگتر برسد، که در نهایت همان چیزی است که بازاریابی جمعی به دنبال انجام آن است.